# Битка код Банкер Хила
Битка код Банкер Хила (енгл. Battle of Bunker Hill) или битка код Чарлстауна се одиграла током Америчког рата за независност, 17. јуна 1775, на узвишењу код ушћа Мистик Ривера, сада у склопу Бостона.
Британски генерал Вилијам Хау (William Howe) са 2200 људи је напао Американце у блокадним редутима, под командом Вилијама Прескота (William Prescott). Уз тешке губитке, Британци су заузели редуте тек при трећем нападу, када је противнику понестало барута.
Британци су однијели Пирову побједу, уз 1054 убијених и рањених. Американци су имали 371 убијеног и рањеног и 30 заробљених војника.
Битка код Банкер Хила је најкрвавији сукоб у Рату за независност. Послије битке код Лексингтона, пружен је нови доказ о способности америчке милиције против редовне британске војске.